# Dichromodes tridenta
Dichromodes tridenta är en fjärilsart som beskrevs av Swinhoe 1902. Dichromodes tridenta ingår i släktet Dichromodes och familjen mätare. Inga underarter finns listade i Catalogue of Life.